# (31719) Davidyue
1999 JU58 (asteroide 31719) é um asteroide da cintura principal. Possui uma excentricidade de 0.14574480 e uma inclinação de 2.43535º.
Este asteroide foi descoberto no dia 10 de maio de 1999 por LINEAR em Socorro.